# Дейв Фінлі
Девід Джей Фінлі молодший (англ. David J. Finlay, Jr) — ірландський професійний реслер. Здобув популярність виступаючи в World Wrestling Entertainment під псевдонімом Фінлі, пізніше працюював в WWE на посаді скаута. За свою довгу кар'єру Фінлі завойовував більше двадцяти двох чемпіонських титулів в різних чемпіонатах, включаючи титул чемпіона США WWE.

## Кар'єра у реслінгу

### SmackDown
29 червня 2009 в результаті драфту Фінлі опинився на SmackDown!. Першим поєдинком після повернення став бій проти Ріккі Ортіса, який виграв Фінлі. На PPV Survivor Series він брав участь в командному двобої в команді Моррісона, і був вибитий Шеймусом. Наприкінці 2009 року розпочав фьюд з Дрю Макінтайром за титул інтерконтинентального чемпіона WWE. На початку 2010 року Фінлі стає тренером і агентом WWE. З цього часу він рідко з'являється як реслер. 

## Особисте життя
Дружина Фінлі родом з Німеччини і у них троє дітей. Найстарший із них - Девід, народився в Німеччині в 1993 році. В даний час Фінлі живе в Джорджії, південніше Атланти. Фінлі спедковий реслер, його батько і дід також були професійними реслерами, а сестра — рефері.

## Реслінг

### Фінішер
- Celtic Cross
- Celtic Knot (Modified Indian deathlock)
- Kneeling belly to belly piledriver

### Улюблені прийоми
- Double foot stomp
- European uppercut
- Headlock
- Leg drop
- Rolling Hills
- Running seated senton
- Short-arm clothesline
- Sleeper hold
- Spear to a cornered opponent

### Менеджер
- Хорнцвогль
- Принцеса Паула

### Нікнейми
- Чоловік який любить бійку
- Король терору
- Велетень з Белфасту

### Музичні теми
- "Belfast" від Boney M.
- "Byakuen" від Osamu Totsuka
- "Pride (In The Name Of Love)" від U2
- "Rock Energy" (WCW; 1996)
- "Scattered" (WCW; 1997—2000)
- "Lambeg" від Jim Johnston
- "Hes Ma Da" від Jim Johnston[94] (WWE; 2008—2010)

### Реслери яких тренував
- Кендіс Мішель
- СМ Панк
- Маріс Уелле
- Ів Торрес
- Курт Енгл

## Чемпіонські титули і нагороди
All Star Wrestling

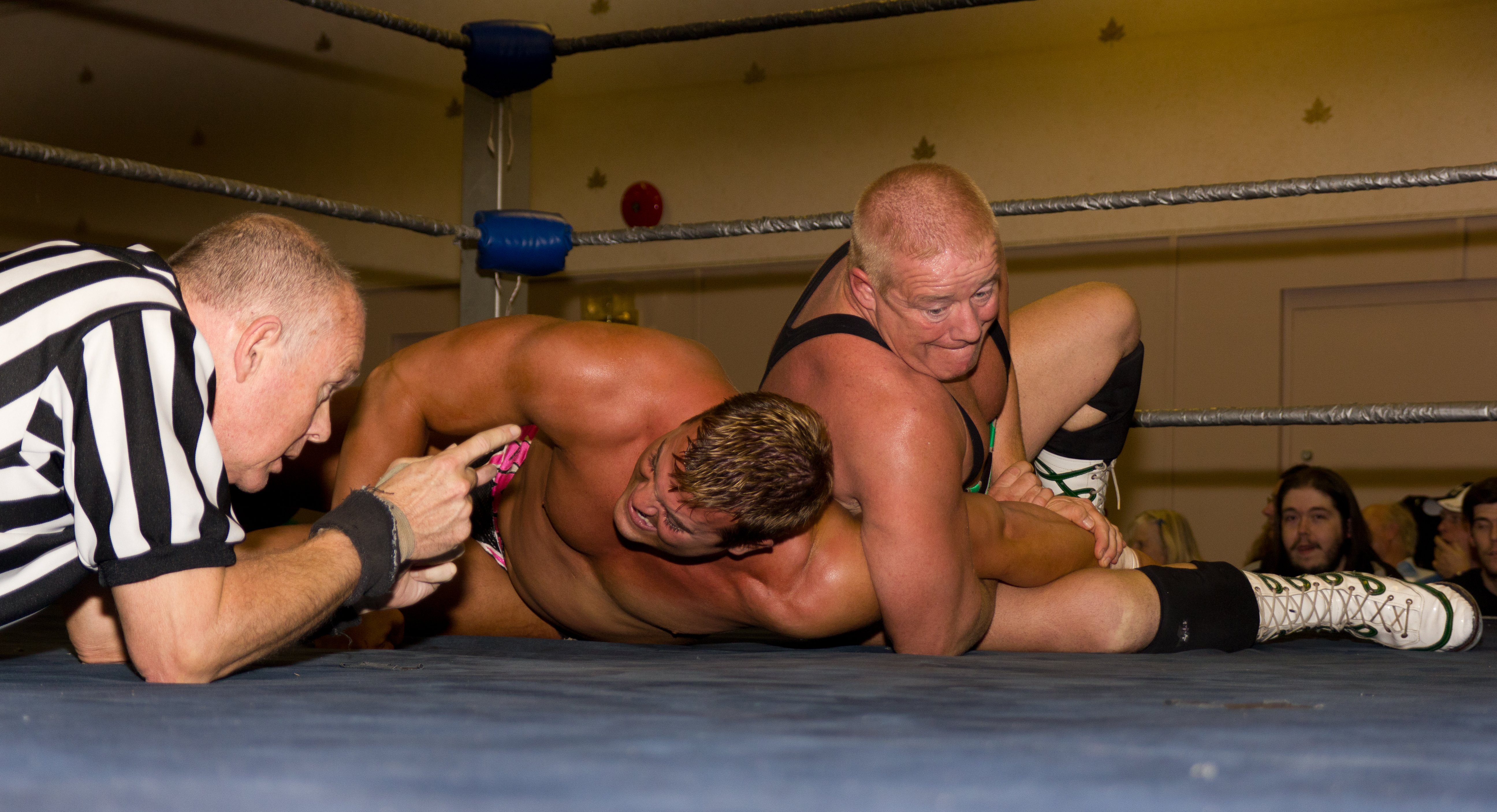
Фінлі виконує захват на Гаррі Сміті.

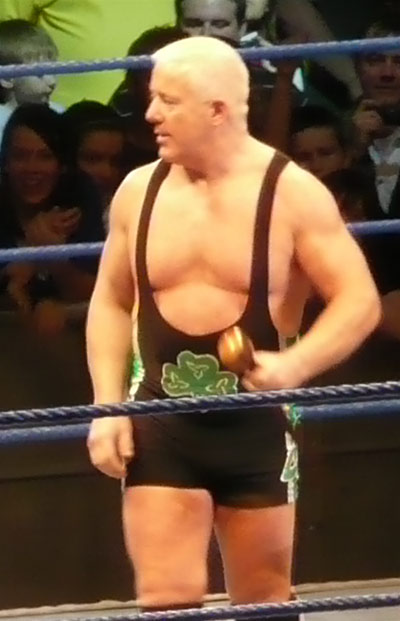

- British Heavyweight Championship (1 раз)

British championships
- World Mid-Heavyweight Championship (4 рази)

Catch Wrestling Association
- CWA Intercontinental Heavyweight Championship (1 раз)
- CWA World Middleweight Championship (4 рази)
- CWA World Tag Team Championship (1 раз) – з Марті Джонсом

Fighting Spirit Magazine
- LL Cool J Award (2006)

Joint Promotions
- British Heavy Middleweight Championship (6 разів)
- British Light Heavyweight Championship (2 разів)

Pro Wrestling Illustrated
- PWI ставить його #278 з топ 500 найкращих реслерів у 2003
- PWI ставить його #33 з топ 500 найкращих реслерів у 2007

Smash
- Smash Championship (1 раз)

World Championship Wrestling
- WCW World Television Championship (1 раз)
- Hardcore Junkyard Invitational Tournament (1999)

World Wrestling Entertainment
- Чемпіон Сполучених Штатів WWE (1 раз)
- 2009 Bragging Rights Trophy – з командою Smackdown! (Кріс Джеріко, Кейн, Ар-Трус, Метт Харді і Династія Хартів)